# Ekstrakt pozorny
Ekstrakt pozorny – ekstrakt oznaczony w próbce piwa nieodgazowanego, zawierający alkohol. Zawartość ekstraktu pozornego w porównaniu z zawartością ekstraktu rzeczywistego w tej samej próbie jest niższa. Wynika to z obecności związków lotnych takich jak etanol, kwasy lotne i innych, które obniżają gęstość piwa, zaniżając wynik (zawartość ekstraktu oblicza się na podstawie pomiaru gęstości roztworu). Ekstrakt pozorny oznacza się poprzez pomiar areometrem. Ekstrakt rzeczywisty można oznaczyć jedynie po oddestylowaniu substancji lotnych.